# Coorow Shire
Koordinaten: 29° 52′ S, 116° 1′ O

Das Shire of Coorow ist ein lokales Verwaltungsgebiet (LGA) im australischen Bundesstaat Western Australia. Das Gebiet ist 4194 km² groß und hat etwa 1000 Einwohner (2016).
Coorow liegt im Westen des Staates an der australischen Westküste etwa 230 Kilometer nördlich der Hauptstadt Perth. Der Sitz des Shire Councils befindet sich in der Ortschaft Coorow, wo etwa 170 Einwohner leben (2016).

## Verwaltung
Der Coorow Council hat acht Mitglieder. Sie werden von allen Bewohnern des Shires gewählt. Coorow ist nicht in Bezirke unterteilt. Aus dem Kreis der Councillor rekrutiert sich auch der Vorsitzende des Councils (Shire President).